# 몬티 (사르데냐)
몬티(Monti, 갈루라어: Mònti, 사르데냐어: Monte)는 이탈리아 사르데냐 북부 갈루라의 사사리도에 있는 코무네이자 작은 마을이다. 이 마을은 코르크 참나무 숲과 포도원으로 둘러싸여 있으며, 이는 경제의 두 가지 기반을 형성한다. 한때 "아라텔라우"로 알려진 베르멘티노 포도는 14세기부터 이곳에서 재배되었다. 1996년에 이 마을의 베르멘티노 디 갈루라 포도주는 DOCG 등급을 받았다.
몬티는 다음 코무네와 접한다.
- 알라데이사르디
- 베르키다
- 칼란자누스
- 로이리포르토산파올로
- 올비아
- 텔티
- Su Canale  보관됨 2011-05-31 - 웨이백 머신

## 주목할 만한 인물
- 엘비라 쿠르치 (1900–1984) - 배우: 에이미 부인 사건; 알코아 프레젠츠: 원 스텝 비욘드('지진', 1959)로 알려져 있다.